# Средне
 Тази статия е за селото в Словения.  За селото в България вижте Средня.  
Средне (на словенски: Srednje) е село в Словения, Подравски регион, община Марибор. Според Националната статистическа служба на Република Словения през 2002 г. селото има 145 жители.